# Louriçal
Louriçal és una freguesia portuguesa del concelho de Pombal, en el districte de Leiria, amb 48,04 km² de superfície i 4.720 habitants (2011), distribuïts en una trentena de localitats. La densitat de població n'és de 98.3 hab/km². Fins al 1855 va ser cap i casal d'un concelho el territori del qual incloïa l'actual freguesia de Mata Mourisca, segregada de la de Louriçal el 1867.

## Història
La creació de la freguesia es remunta als anys fundacionals de Portugal. Ja el 1166, el rei Afonso Henriques donà el vedat de Louriçal al convent de Santa Cruz de Coïmbra. El rei Manuel I li atorgà carta foral el 1514, i a partir de llavors Louriçal es va expandir molt, també durant els s. XVII i XVIII, afavorit per la presència d'importants famílies nobles, com els Almeida Castelo Branco i els Meneses. En aquesta època s'alçarà el monumental convent del Desagravio del Santíssimo Sacramento, pel proveïment d'aigua del qual es construí l'aqüeducte que encara s'hi conserva.
A partir de 1836 el llavors concelho de Louriçal deixà de pertànyer a la comarca de Coïmbra per integrar-se en la de Pombal, i s'inicià així el seu procés d'extinció, que va culminar el 1855, amb la supressió del concelho i la seua absorció pel de Pombal.

## Patrimoni
- Pelourinho, de final del s. XVI o principis del xvii, amb pedestal quadrangular de tres esglaons, sobre el qual s'alça una columna cilíndrica de base octogonal. Símbol de l'antic poder municipal, el pelourinho va ser transformat en creuer el 1870.
- Església del convent de Louriçal, construïda entre 1690 i 1739 en estil barroc. És d'una sola nau. Les parets estan revestides amb taulells barrocs i en destaquen els retaules llaurats en una roca calcària semblant al marbre.
- Església parroquial de Santiago, de fundació manuelina. Presenta una nau única de planta rectangular d'uns 30 m de llarg per 8 d'ample, revestida també de taulells setcentistes. A dins destaquen els retaules laterals, de fina talla, dedicats al calvari i a N.ª Sra. de la Concepció.
- Aqüeducte del s. XVIII, manat construir pel rei Joan V, amb projecte de fra Manuel Pereira.

Al costat dels anteriors, poden citar-se també la capella de la Misericòrdia i l'església del Recolhimento.

## Galeria

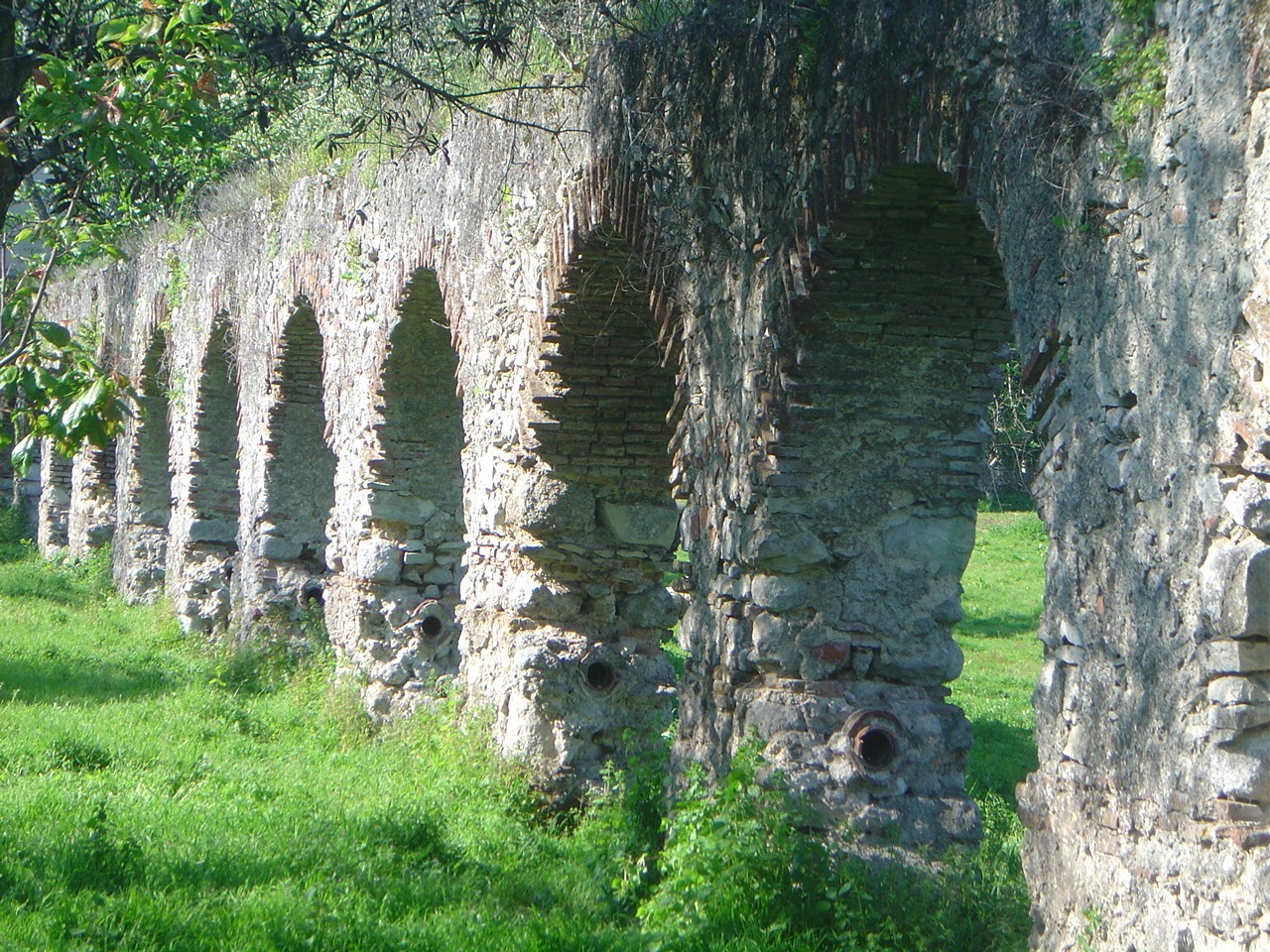
Aqüeducte del convent de Louriçal
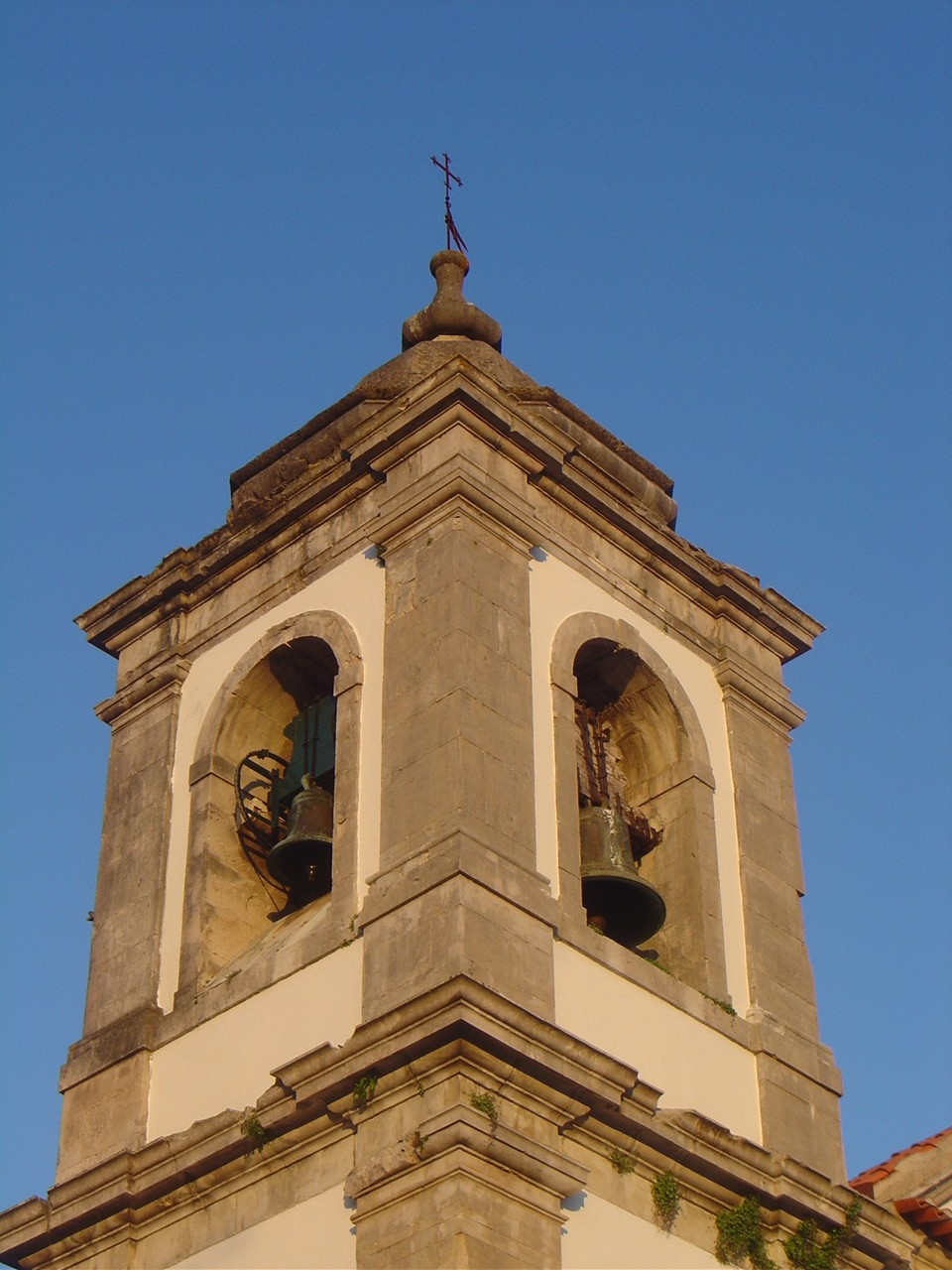
Torre del convent de Louriçal
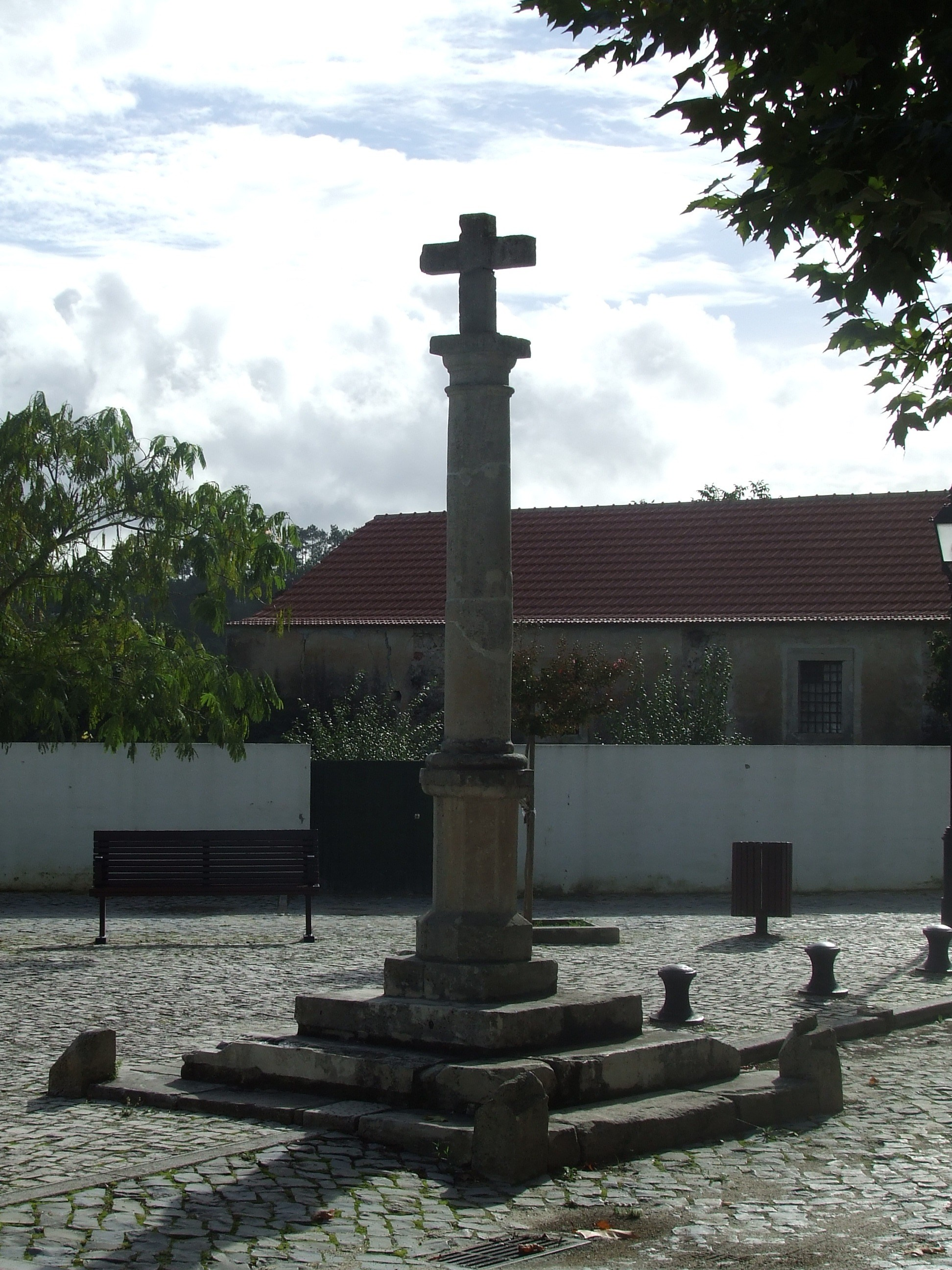
Pelourinho